# National Catholic Register
El National Catholic Register es el periódico católico de mayor antigüedad en los Estados Unidos.
El National Catholic Register comenzó en 1927 y es de publicación semanal. El periódico sigue las enseñanzas de la Iglesia Católica, enfocándose en temas contingentes como el aborto, los matrimonios homosexuales, las investigaciones con los embriones, la clonación y la fertilización in-vitro. También abarca los temas sobre la pobreza y la pena de muerte.
El National Catholic Register es publicado por Circle Media, Inc.. El Padre Owen Kearns LC, sacerdote Legionario de Cristo, ha sido el editor jefe del Register desde 1995. La Regain Network tiene una sección en el periódico que actualmente está disponible aquí (en inglés).
El National Catholic Register sirve como fuente de información para la versión inglesa de Catholic.net el portal católico más antiguo de Internet, que en su versión española es el portal católico más visitado por el público de habla hispana, con cerca de cuatro millones de visitas al mes, por sus servicios diarios y sus Comunidades virtuales.